# Si è giovani solo due volte
Si è giovani solo due volte (You're Only Young Twice) è una serie televisiva britannica in 31 episodi trasmessi per la prima volta nel corso di 4 stagioni dal 1977 al 1981.
È una sitcom incentrata sulle vicende nella casa di riposo Paradise Lodge Retirement Home e in particolare su quelle di quattro scatenate donne che vi risiedono, l'astuta Flora Petty, Mildred Fanshaw, Dolly Love e Cissie Lupin, impegnate tutte a mettere il bastone tra le ruote alla direttrice, Miss Milton.

## Personaggi e interpreti
- Flora Petty (31 episodi, 1977-1981), interpretato da Peggy Mount.
- Cissie Lupin (31 episodi, 1977-1981), interpretata da Pat Coombs.
- Mildred Fanshaw (31 episodi, 1977-1981), interpretata da Diana King.
- Miss Milton (31 episodi, 1977-1981), interpretato da Charmian May.
- Dolly Love (30 episodi, 1977-1981), interpretata da Lally Bowers.
- Miss Finch (28 episodi, 1977-1981), interpretata da Georgina Moon.
- Roger (28 episodi, 1977-1981), interpretato da Johnnie Wade.
- Katy O'Rourke (10 episodi, 1977-1978), interpretata da Peggy Ledger.

## Produzione
La serie, ideata da Michael Ashton e Pam Valentine, fu prodotta da Yorkshire Television. Le musiche furono composte da Dennis Wilson. Il regista è Graeme Muir (30 episodi, 1977-1981).

### Sceneggiatori
Tra gli sceneggiatori sono accreditati:
- Michael Ashton in 31 episodi (1977-1981)
- Pam Valentine in 31 episodi (1977-1981)

## Distribuzione
La serie fu trasmessa nel Regno Unito dal 6 settembre 1977 al 18 agosto 1981 sulla rete televisiva Independent Television. In Italia è stata trasmessa con il titolo Si è giovani solo due volte.

## Episodi
| Stagione         | Episodi | Prima TV UK |
| ---------------- | ------- | ----------- |
| Prima stagione   | 7       | 1977        |
| Seconda stagione | 8       | 1978        |
| Terza stagione   | 8       | 1979        |
| Quarta stagione  | 8       | 1980-1981   |